# Dmanisi (gmina)
Gmina Dmanisi (gruz. დმანისის მუნიციპალიტეტი) – jednostka administracyjna Dolnej Kartlii w Gruzji. Siedzibą gminy jest miasto Dmanisi. 

## Położenie
Gmina położona jest w południowej części Gruzji. 

## Ludność
Na podstawie danych statystycznych z 2024 roku gminę Dmanisi zamieszkuje 22 000 osób. 